# روم (تجويد)
الرَّوم هو الإتيان بثلثي الحركة بصوت خفي بحيث يسمعه القريب دون البعيد حتى يذهب معظم صوتها فتسمع لها صوتًا خفيًّا، هذا الصوت يسمعه القريب المصغي دون البعيد، والمراد بالبعيد الأعم من أن يكون حقيقة أو حكمًا فيشمل الأصم والقريب إذا لم يكون مصغيًا. وقد أشار الإمام الشاطبي في متن الشاطبية إلى هذا المعنى بقوله «ورَوْمُكَ إسماع المحرك واقفًا بصوت خفي كل دان تنولا». الرَّوم يكون عند الوقف ولا يكون إلا في المتحرك دون الساكن ويكون في سائر الحروف. ويكون في المرفوع والمجرور من المعربات أو المبنيات، ولكن يستلزم الرَّوم حذف التنوين؛ حيث أن التنوين المرفوع أو المجرور يحذف في حالة الوقف.
ولم يقع الرَّوم في وسط الكلمة إلا في موضع واحد في قوله تعالى: ﴿قَالُوا يَا أَبَانَا مَا لَكَ لَا تَأْمَنَّا عَلَى يُوسُفَ وَإِنَّا لَهُ لَنَاصِحُونَ ۝١١﴾ [يوسف:11]. ويأتي أصل الكلمة من تأمَنُنَا حيث سكنّا النون الأولى التي كانت مضمومة بغية التخلص من ثقل ثلاث غُنّات، تأمَنْنَّا، ثم تم إدغام النون الأولى في الثانية وصار النطق بنون مشددة، وحتى لا يظن بأن الفعل مجزوم جاء نطقها بطريقتي الإشْمَام والرَّوم. وقد أشار الإمام ابن الجزري في المقدمة الجزرية في التجويد إلى عدم جواز الوقف بالحركة الخالصة وجواز ما عداها بقوله: «وَحَإذِرِ الْوَقْفَ بِكُلِّ الحَرَكَهْ إِلاَّ إِذَا رُمْتَ فَبَعْضُ حَرَكَهْ»«إِلاَّ بِفَتْحٍ أَوْ بِنَصْبٍ وَأَشِمْ إِشَارَةً بِالضَّمِّ فِي رَفْعٍ وَضَمْ». وقد عبر عنه الإمام الشاطبي عنه بالإخفاء أي إخفاء حركة النون الأولى، يعني بإظهارها واختلاس حركتها قائلا «غَيَـابَـاتٍ فِـي الْحَرْفَـيْنِ بِـالْجَـمْعِ نَـافِـعٌ وَتَأْمَنُناَ لِلْكُلِّ يُخْـفَي مُفَصَّلاَ»؛ ولذا يعبر عنه بعضهم بالاختلاس. بينما ذكر محمد بن أحمد الدمياطي صاحب إتحاف فضلاء البشر أن الإشارة في النون الأولى يجعلها بعضهم رومًا فيكون حينئذٍ إخفاء فيمتنع معه الإدغام الصحيح؛ لأن الحركة لا تسكن رأسًا، وإنما يضعف صوتها. وفي ذلك، يشبه بعض العلماء الرَّوم بالاختلاس من جهة خفض الصوت عند النطق بالضمة أو الكسرة الموقوف عليها بحيث يذهب أغلب صوتها. حيث يشترك الرَّوم والاختلاس في تبعيض الحركة إلا أن الرَّوم يخالفه فلا يكون في المفتوح والمنصوب على الأصح وهو رأي جميع القراء، فيما أجازه العالم النحوي سيبويه فيهما، إلى ذلك يشير الإمام الشاطبي بقوله «ولم يَرَهُ في الفتح والنصب قارئ وعند إمام النحو في الكل أعملا».
ويكمن الفرق بين الاختلاس والرَّوم في أن الاختلاس يكون في الوصل، بينما الرَّوم في الوقف؛ واتفق العلماء في أن الاختلاس يكون في الحركات الثلاث أما الرَّوم لا يكون إلا في الضم والكسر؛ وفي الاختلاس يكون الجزء المتبقي من الحركة أكثر من المحذوف وقد قدره البعض بالمشافهة بمقدار الثلثين، بينما في الرَّوم يكون الجزء المتبقي من الحركة أقل من المحذوف، وقدَّره بعضهم بالثلث عن طريق المشافهة.

## لغة واصطلاحًا
الرَّوم في اللغة هو الطلب من الفعل رام بمعنى طلب. اصطلاحًا هو سرعة النطق بالحركة التي في آخر الكلمة الموقوف عليها مع إدراك السمع لها.

## فائدته
تكمن فائدة الرَّوم في بيان الحركة الأصلية التي تثبت في الوصل للحرف الموقوف عليه ليظهر للسامع. ولا يمكن ضبط الرَّوم إلا بالتلقي والسماع من أفواه الشيوخ المتقنين، وعلى ذلك فلا فلا رَّوم ولا إشْمَام في الخلوة. وبالمثل التفريق بين ما هو متحرك في الوصل فسكن للوقف، وبين ما هو ساكن في كل حال. وتمييز القراءات عن بعضها حيث أنه في لفظة «فيكون» على قراءة يدخلها الرَّوم والإشْمَام، أما على قراءة النصب فليس فيها إلا السكون المحض وقفًا. والعمل على تمييز المذكر عن المؤنث مثل لفظة «كذلك» المكسورة حيث يدخلها الروم أما المفتوحة فليس فيها إلا السكون المحض وقفًا.

## شروط الرَّوم
- له صوت خفي يسمع.
- لا يدخل الرَّوم إلا على الحرف المكسور كسرًا أصليًا ولا يدخل على الحرف المكسور كسرًا عارضًا، وبالمثل يدخل فقط على الحرف المضموم ضما أصليا ولا يدخل على ما يضم ضمًا عارضُا مثل الواو اللينة وميم الجمع.
- لا يدخل على الحرف المنصوب.
- فقط لا يكون إلا مع القصر في حالة الوقف لقول الإمام الشاطبي «ورومهم كما وصلهم».[12]
- الإتيان بثلث الحركة عدا تأمنّا في سورة يوسف في ﴿قَالُوا يَا أَبَانَا مَا لَكَ لَا تَأْمَنَّا عَلَى يُوسُفَ وَإِنَّا لَهُ لَنَاصِحُونَ ۝١١﴾ [يوسف:11].

## أوجه الشبه بين الرَّوم والإشْمَام
الرَّوم والإشْمَام لا يكونان في هاء التأنيث المكتوبة «هاء»، وهي الهاء التي تلحق بآخر الأسماء للدلالة على تأنيثها وتكون في الوصل تاء وفي الوقف هاء ساكنة مثل «رحمه»/ «نعمه»، وميم الجمع على قراءة الصلة، وهي قراءة بعض القراء العشر بصلة ميم الجمع بواو لفظًا بحالة الوصل بلهجة بعض القبائل العربية مثل في قوله تعالى: ﴿صِرَاطَ الَّذِينَ أَنْعَمْتَ عَلَيْهِمْ غَيْرِ الْمَغْضُوبِ عَلَيْهِمْ وَلَا الضَّالِّينَ ۝٧﴾، وعلى ذلك فإنه في حالة الوقف يتم إسكان الميم ولا يدخل الرَّوم ولا الإشْمَام عليها، وعلى ذلك فإنه في حالة الوقف يتم إسكان الميم ولا يدخل الرَّوم ولا الإشْمَام عليها، والحركة العارضة، وهي الحركة غير الأصلية حيث يوقف عليها بالسكون مثل قلِ اللهم.

## الاختلاس والروم
يشترك الاختلاس والروم في تبعيض الحركة وإخفائها أي ذهاب بعضها وبقاء بعضها الآخر فيذهب معظم صوتها في الروم، الثلثان، وثلث صوتها في الاختلاس فيسمع لها صوت خفي. الروم أخص والاختلاس أعم: فالروم لا يكون في المفتوح والمنصوب ويكون في الوقف دون الوصل، والمثبت من الحركة أقل من المحذوف؛ أما الاختلاس فيتناول الحركات الثلاث ويكون في الوقف والوصل، والمثبت في من الحركة أكثر من المحذوف.